# Cintegabelle
Cintegabelle é uma comuna francesa na região administrativa da Occitânia, no departamento do Alto Garona. Estende-se por uma área de 52.92 km², com 2.909 habitantes, segundo o censo de 2018, com uma densidade de 55 hab/km².